# Моншабу
Моншабу (фр. Montchaboud) — коммуна во Франции, находится в регионе Рона — Альпы. Департамент коммуны — Изер. Входит в состав кантона Визий. Округ коммуны — Гренобль.
Код INSEE коммуны — 38252. Население коммуны на 1999 год составляло 335 человек. Населённый пункт находится на высоте от 261 до 733 метров над уровнем моря. Муниципалитет расположен на расстоянии около 490 км юго-восточнее Парижа, 95 км юго-восточнее Лиона, 26 км юго-западнее Гренобля. Мэр коммуны — M. Gabriel Vair, мандат действует на протяжении 2001—2008 гг.
Динамика населения (INSEE):